# 김영삼 단식 농성 사건
김영삼 단식 농성 사건은 1983년 5월 18일 당시 야당 지도자였던 김영삼이 5.18 광주 민주화 운동 3주년 기념일부터 6월 9일까지 그는 민주화 5개항을 요구하는 성명을 발표하고 바로 단식 농성에 들어간 사건을 말한다.
김영삼은 5·18 3주년을 맞아 민주회복, 정치복원 등 민주화를 위한 전제조건 5개항을 내걸고 단식에 들어갔다. 5월 18일부터 단식을 시작, 5월 25일 단식으로 심신이 쇠약해지자 그는 서울대학교 병원에 입원되었다. 5월 27일 민정당 사무총장 권익현이 전두환을 대신해서 김영삼의 병상을 찾아와 단식을 중단해줄 것을 촉구하는 전두환의 의사를 전달였으나 김영삼은 이를 거절하였다. 5월 28일에 권익현이 다시 서울대학교 병원에 입원 중인 김영삼의 병상을 찾아왔으나 역시 거절하였다. 5월 29일 권익현은 다시 서울대병원으로 찾아가 김영삼을 찾았으나, 김영삼은 "나를 해외로 보낼 수 없는 것은 아니다. 나를 시체로 만든 뒤에 해외로 부치면 된다"고 하여 무안을 주어 되돌려보냈다. 김영삼은 전두환 정권에 의해 강제로 서울대학교 병원에 입원되었지만 6월 9일까지 단식을 계속하였다.
전두환에 의해 강제로 정계 은퇴 당한 것에 대한 저항 내지는 광주항쟁 3주년 기념일을 기해 야당 인사들의 단결을 노리고 단식투쟁에 들어갔고, 김영삼 측근들의 신속한 대응으로 바로 외신에 알려지게 되었다. 이를 통해 김영삼은 가택연금 해제라는 효과를 얻어낸다. 김영삼의 단식투쟁은 민주화 투쟁에 불을 붙여 결국 직선제 개헌을 이뤄낸다. 단식은 6월 9일 중단되었다. 그뒤 김영삼은 6월 30일까지 서울대 병원에 입원해있다가 퇴원하였다.

## 단식 농성 배경
12·12 사태, 합수부장 전두환이 계엄사령관 정승화를 체포·구금하고 야욕을 불태운다. 그러나 이것도 모른 채 양김은 ‘서울의 봄’이 왔다며 김칫국부터 마시는데, 전두환의 낌새를 알아챈 당시 대학생 10만여 명은 서울역에 모여 전두환 퇴진을 외친다. 양김이 설득과 전두환의 약속으로 일단 해산한 후에 전두환은 계엄을 선포하고 이윽고 광주 대학살이 벌어진다. 김대중은 내란음모죄로 사형에 처해지고 이후 미국으로 망명생활을 하게 된다.
1983년 김영삼은 김대중 등과 함께 민주화추진협의회를 조직하였고, 같은해 5월 18일에는 민주화 5개항을 요구하는 성명을 발표하고 단식 투쟁을 하였다. 같은 날 광주 민주화 운동 3주기를 맞이하여 전두환 정권의 야당인사 탄압에 저항하는 의미에서 23일간 단식투쟁을 시도하기도 하였다. 김영삼은 5월 18일 민주화 5개항 수용과 야당인사 석방을 주장하며 단식에 들어갔다. 그가 자택에서 무기한 단식농성에 돌입하자 함석헌, 문익환 등이 그의 상도동 자택을 찾아 위로하였고, 각지의 재야 인사들이 호응하였다.

## 김영삼의 정계 강제 은퇴
정계에서 강제 은퇴 후 자택에서 칩거중이던 김영삼은 광주 민주화 운동 3주년이 되는 1983년 5월 18일 '국민에게 드리는 글'로 정부에 '민주화 5개항'을 요구하는 성명을 발표, 단식투쟁을 선언한다.
| “ | - 언론 통제의 전면 해제 - 정치범 석방 - 해직 인사들의 복직 - 정치활동 규제의 해제 - 대통령 직선제를 통한 개헌 | ” |

김영삼은 단식농성에 들어갔고, 가신, 측근들을 통해 언론에 알린다. 이는 전두환에 의해 강제로 정계은퇴당한 김영삼이 박정희의 의원제명 파동을 겪은 이후 "다시 한번 나 김영삼은 죽지 않았다."를 대내외 만방으로 과시하는 순간이었다.

## 단식 농성 기간
5월 19일 상도동계 인사들의 모임인 '민주산악회' 인사 70여 명이 '김영삼 단식 대책위'를 구성하고 동조단식에 들어갔다. 김영삼의 부인 손명순은 일일이 전화로 외신기자들에게 김영삼의 단식을 알렸고, 로이터, AP, UPI, 교토통신 등은 일제히 단식투쟁을 국제사회에 알렸다. 그러나 당시 김영삼의 단식 농성은 정부의 언론 검열로, 대한민국에는 보도되지 않을 뻔하다가 가신들이 언론에 투고하면서 알려지게 되었다.
처음 한국 국내에서는 언론 통제로 단한 줄의 기사도 나가지 않았는데 그렇게 되면 김영삼의 단식투쟁도 의미가 반감되니까 가신들이 전면에 나서서 김영삼의 단식투쟁을 알린다. 5월 19일 5.18 3주년 기념행사에 참석하고 오다가 이 소식을 접한 김대중은 바로 문동환 등과 함께 플랭카드, 피켓 등을 들고 전두환 정권을 규탄하고 김영삼을 살려내라는 가두 시위를 벌였다.
정부에서는 언론에 압력을 넣어 김영삼의 단식은 5월 19일까지 언론에 보도되지 못했다. 김영삼의 가신들은 각처의 재야 운동가들에게 김영삼의 단식을 알렸다. 이들은 재야인사들과 만나 김영삼 단식을 알리는 한편 대학가나 골목을 돌며 '김영삼 총재 단식 돌입'이라는 유인물과 전단지를 뿌리기 시작했다. 문익환 목사, 고은 시인, 지학순 주교를 비롯한 재야인사들의 지지와 성원은 물론이고 학생들의 시위도 잇따랐다.
미국에 있는 김대중도 미국 망명지에서 '김영삼 총재 단식투쟁 전 미국 비상대책위원회'를 결성, 대대적인 김영삼 지지 운동을 펼쳤다. 또, 김대중은  뉴욕타임즈 등 외신들과 인터뷰를 하며 전두환의 야당 탄압을 호소한다. 김대중은 뉴욕타임즈에 김영삼의 단식 투쟁에 대한 보고서인 'Kims, Hunger Strike'라는 글을 기고하기도 했다.
단식 8일째인 1983년 5월 25일, 김영삼이 계속된 단식으로 몸무게가 14kg이나 빠지고 건강이 차츰 악화되자 전두환 정부는 김영삼의 자택으로 사복경찰과 정보요원을 투입, 치료를 거부하는 김영삼을 강제로 서울대학교 대학병원에 입원시킨다. 김영삼은 서울대학교 병원에 입원하고서도 일체의 치료 행위를 거부, 의사들이 생명이 위험할 수도 있다는 진언에도 "의식이 살아있는 한 나의 투쟁은 중단될 수 없다."며 의지를 꺾지 않았다.

### 정부의 언론통제와 동조 농성
전두환 군사정권의 서슬이 퍼렇던 1983년, 김영삼은 민주화 5개항을 요구하며 23일간 단식농성을 벌였다. YS 근황은 외신을 통해 국제사회의 주요 관심사로 떠올랐지만 국내에서는 군사정권의 언론 통제로 단식 초기 단 한 줄도 보도되지 않았다. 그 뒤 한민통도 김영삼 단식에 적극 호응하여 동조 단식 농성에 들어갔다. 한민통은 '1983년 김영삼 단식 동조 단식'을 하였다.
그러나 단식은 한동안 세상에 알려지지도 않았다. 신군부의 보도통제 때문이었다. 단식 사흘째인 5월 20일. 동아일보 2면 정치 가십난은 암호문 같은 기사로 YS의 단식을 처음으로 보도했다. 1980년 5월 26일에는 상도동계 의원 23명이 동조 단식에 들어갔다. 입원 후 병원측이 김영삼의 몸 상태를 체크해 발표한 "오로지 물과 소금만 섭취했다."고 했다. 5월 19일부터 6월 15일까지 신민당과 야당 인사, 학생운동가들은 경찰에 체포, 구류 등을 당하면서도 릴레이 식으로 '김영삼 단식'의 실황과, 김영삼의 사진을 인쇄한 프린트물을 서울 각지로 살포했다.

### 전두환 정부의 반응
1980년 5월 27일, 민정당 사무총장 권익현이 김영삼을 찾는다.
| “ | 대통령 각하께서는 총재님이 단식을 끝내고 빨리 건강을 회복하기를 바라고 계십니다. | ” |

권익현은 그자리에서 "건강이 회복되신다면 그 다음 일본이나 유럽, 아니면 미국이라도 원하시는 어디든 가셔도 좋다고 하셨습니다. 물론 가족과 동반하여 가셔도 좋고 외국에서의 주택 제공은 물론 생활비도 일제 지원하시겠다고 하셨습니다."라고 조건을 제시했다.
| “ | 씰데 없는 소리, 우리국민이 고생하고 있는데 내가 외국에 나갈 수가 있겠소? 나에 대한 연금 해제가 문제가 아니오. 내가 요구한 민주화 조치가 취해지지 않으면 이 정권도 이승만, 박정희를 따라 결국 비참하게 될 것이란 말이요.권 총장은 이 말을 대통령에게 꼭 전해주시오. | ” |

아무 소득 없이 물러난 권익현은 이틀 뒤인 단식 12일째, 다시 한번 김영삼을 찾아 단식 중단을 설득한다. 물론 김영삼에게 줄 선물도 하나 가지고 왔다.

### 연금 해제
김영삼이 굶어죽을 경우 미국의 반응을 두려워했던 전두환은 김영삼이 죽으리라 여기고 그에게 연금 해제를 선언한다.
| “ | 총재님! 총재님께서 그동안 가택연금으로 얼마나 고생이 많으셨습니까? 80년 5월부터 가택연금을 당하셨으니까 벌써 만 2년이 지났네요. 오늘 밤 12시를 기해서 총재님의 연금은 완전히 해제되었습니다. 이제 총재님은 자유로운 몸으로 국내는 물론 해외도 어디든 가실 수가 있습니다. | ” |

그러나 김영삼은 거절했다. "연금 해제야 당연한 것 아니오? 내가 연금 해제 풀어달라고 단식한 것도 아니고, 처음 제시한 민주화 5개항을 들어주면 단식농성을 해제하겠소."라며 연금 해제 조치를 받아들이지않았다. 다급해진 권익현은 "그러지 마시고 총재님! 이번 기회에 저번에 말씀드린 것처럼 해외나 잠깐 돌고 오시죠? 경비는 저희가 다 부담하겠습니다."라며 답했다.
| “ | - 김영삼 : 음! 나를 해외로 보내는 방법이 전혀 없는 것은 아니오. - 권익현 : 그게 무엇입니까? - 김영삼 : 나를 시체로 만들어 해외로 부치시오. | ” |

이 일로 정부는 김영삼의 단식 중단 작업을 포기하고 말았다. 전두환 정부는 초긴장하였다. 단식투쟁을 하는 인물이 야당계의 거두 김영삼이니 정부는 긴장할 수밖에 없었다. 그도 그럴 것이 이 사건을 계기로 흩어져있던 재야 인사들과 학생들이 다시 민주화를 요구하기 시작했고, 사이가 서먹했던 김대중과도 관계 복원이 이루어졌기 때문이다. 만약 이때 김영삼이 죽기라도 한다면 전두환 정부는 엄청나게 곤란한 상황에 빠질 수밖에 없었다. 정부의 회유가 실패로 끝나고 김영삼은 계속해서 단식을 강행했다.

### 단식 3주차
6월 1일 33명의 전현직 국회의원들을 포함한 58명의 인사들이 연대투쟁을 선언했다. 이들은 이민우, 조윤형, 박영록, 김상현, 김덕룡, 이기택, 황낙주, 박용만, 최형우, 김녹영, 김정두, 홍영기, 이중재 등 13소위원회를 구성, 101명의 서명을 받고 민주화추진 범국민단체의 구성(훗날, 민주화추진협의회)과 김영삼의 단식 중단을 위해 노력하기로 한다.
신민당계 인사들은 서울 각지를 돌아다니며 김영삼의 단식 장면을 촬영한 사진을 인쇄기로 복사해서 다량 살포하였고, 서울, 부산 등지에서는 전두환 정권에 대한 대학생들, 고등학생들의 항의 집회와 투석, 데모 등이 연이어 발생하였다.
6월 4일 미국에 있던 김대중은 70여 명의 교포들과 함께 워싱턴의 튜폰 서클에서 "김영삼을 구출하라"는 등의 팻말을 들고 가두행진을 벌였다. 김대중은 피켓을 들고 한국대사관과 국무부, 백악관으로 이어지는 길목을 걸어서 이동하며 시위를 계속하였다.
단식 17일째인 6월 4일, 병원 측은 더 이상 단식을 계속할 땐 생명에 지장을 줄 수 있다고 경고했고 이날, 김수환 추기경도 김영삼을 방문하여 단식을 중단할 것을 부탁하고 돌아갔다.

## 단식 중단 선언
1983년 6월 4일, 미국에 망명중인 김대중은 부인 이희호와 워싱턴 D.C.집회에 참가, '김영삼 씨를 구출하라!'고 적힌 플랜카드를 들고 주미한국대사관에서 미국 국무성을 거쳐 백악관까지 연가투쟁을 벌였다. 김대중은 직접 걸어서 플랜카드를 들고 도보로 이동하며 김영삼을 구해달라고 호소하였고, 이는 그대로 외신에 생중계되었다.
단식 22일째인 6월 9일, 재야 원로 인사들의 간곡한 권유를 뿌리치지 못한 김영삼은 병상에 누워 단식 중단을 선언한다. 그간 함석헌, 윤보선, 김수환, 강원룡, 문익환 등은 수시로 김영삼이 입원한 서울대 병원 병실을 방문하였다. 그는 단식을 중단하며 말했다.
| “ | 국민 여러분, 나는 부끄럽게 살기 위해 단식을 중단하는 것이 아닙니다. 앉아서 죽기 보다 서서 싸우다 죽기 위해 단식을 중단하는 것입니다. 나의 투쟁은 끝난 것이 아니라 이제 겨우 시작을 알렸을 뿐입니다. | ” |

6월 10일 단식 23일째 되는 날 단식 중단을 밝히고 단식 농성을 중단하였다. 6월 10일부터 단식으로 인한 영양실조와 탈수 증세, 쇼크 등에 대한 병원 진료를 받고 1983년 6월 30일 퇴원하였다.

## 영향력
김영삼의 단식 농성으로 전두환 정권은 인권을 유린, 침해하는 독재 정권이라는 이미지가 미국과 유럽에 각인되었다. 분노한 전두환은 김영삼에게 불이익을 줄 방안을 모색하지만 끝내 김영삼에 대한 보복에 실패한다.
지명관 교수는 이를 두고 “그(김영삼)의 단식과 주변의 대응은 한마디로 우리 사회가 안고 있는 병리를 적나라하게 드러냈다고 해도 과언이 아니다.”고 평하였다. 김영삼을 방문했던 추기경 김수환은 ""나이는 비록 DJ보다 젊지만 먼저 대통령 하는 게 낫다는 말도 했었다" 한다.
제5공화국 정부는 의도적으로 김영삼의 단식이 언론에 보도되는 것을 막았다. 단식이 길어지자 언론이 ‘재야인사 문제’ ‘현안 문제’라는 해괴한 제목을 단 게 고작이었다.YS의 단식은 민주화를 향한 대중의 잠자던 저항의식을 깨우는데 일조했다. 김영삼의 단식투쟁은 전두환, 노태우의 워커발에 무참히 짓밟힌 민주화의 열망을 다시금 불러일으키게 만든 촉매제 역할을 한 것이다.

## 보름달 빵 취식 의혹
이후 단식농성 중 김영삼이 보름달 빵을 먹다가 문병 온 문익환에게 걸렸다는 야사가 전해진다. 그러나 이는 군사정권에서 깎아내리려고 만든 헛소문이라는 반론도 있다. 한때 연예인 김구라는 모 방송에서 이를 풍자하기도 했다. 한편 보름달빵 소문이 확산되자 신민당과 야당 인사들은 1970년대 함석헌의 단식 농성 때  "단식때 통닭에 인삼차를 비밀리에 먹었다"는 루머가 돌았다며 루머라고 일축했다.

## 기타
훗날 2003년 최병렬이 단식투쟁을 했을 때 김영삼은 죽는다며 말리기도 했다. "굶으면 학실히(확실히) 죽는다."는 것이다. 2003년 당시 최병렬 한나라당 대표는 노무현 대통령 측근 비리 의혹 특검법 통과를 위해 열흘간 단식했다. 그때 김영삼이 최병렬을 위로 차 방문해 남긴 유명한 말이 "굶으면 죽는 것이 확실하다"였다.
2006년 당시 공개된 김대중의 비밀문서 중 1979년 5월 30일 YS의 신민당 총재 당선을 축하하는 DJ논평과 DJ가 문동환 목사 등과 함께 미국에서 주도한 김영삼 단식지원대회인 '민주화를 위한 단식투쟁 지원 궐기대회' 그리고 1983년 8월 9일 YS가 미국에 있던 김대중에게 보낸 편지 등은 민주화운동기 두 사람의 협력을 보여주는 중요한 사례가 되었다.

## 같이 보기
| - 광주 민주화 운동 - 김영삼 초산테러 사건 - 김영삼 의원 제명 파동 - 민주산악회 - 민주화회복국민협의회 - 김영삼 - 함석헌 - 지학순 - 김대중 - 윤보선 - 최규하 - 문익환 - 강삼재 - 김동영 - 최형우 | - 윤보선 단식 농성 사건 - 전두환 단식 농성 사건 - 최병렬 단식 농성 사건 - 강기갑 단식 농성 사건 - 김덕룡 - 공덕귀 - 손명순 - 이우정 - 이희호 - 전두환 - 노태우 |

## 관련 서적
- 김영삼, 《김영삼 회고록 1,2》 (백산서당, 2000)
- 노병구, 《김영삼과 박정희:김영삼과 박정희를 둘러싼 오해와 진실》 (펜과오늘, 2010)
- 이동형, 《영원한 라이벌 김대중 VS 김영삼》 (왕의서재, 2011)
- 손세일, 《김대중과 김영삼》 (일월서각, 1985)